# Daniel Pedersen
Daniel Alexander Pedersen (Silkeborg, 27 luglio 1992) è un calciatore danese, centrocampista dell'AB.

## Carriera

### Club
Il 15 gennaio 2015, l'Aarhus ha comunicato l'ingaggio di Pedersen a parametro zero, in vista della stagione seguente: il giocatore ha firmato un accordo triennale con la squadra. Ha debuttato con questa casacca il 19 luglio, schierato titolare nella vittoria casalinga per 2-1 contro il Brøndby.
Il 18 maggio 2018, l'Aarhus ha reso noto di non aver trovato un accordo per prolungare il contratto con Pedersen, che si sarebbe pertanto svincolato a fine stagione.
Il 7 agosto successivo, i norvegesi del Lillestrøm hanno reso noto l'ingaggio di Pedersen, che si è legato al nuovo club con un contratto valido per il successivo anno e mezzo.
Il 12 gennaio 2020 è stato reso noto il suo passaggio al Brann, con cui ha firmato un accordo triennale.
Il 16 febbraio 2022 è passato agli statunitensi dell'Orange County.

### Nazionale
Pedersen ha rappresentato la Danimarca a livello Under-20 e Under-21. Per quanto concerne quest'ultima selezione, ha esordito in data 10 agosto 2011, schierato titolare nella sconfitta per 1-0 contro la Polonia.

## Statistiche

### Presenze e reti nei club
Statistiche aggiornate all'11 novembre 2022.
| Stagione          | Club              | Campionato        | Campionato | Campionato | Coppe nazionali | Coppe nazionali | Coppe nazionali | Coppe continentali | Coppe continentali | Coppe continentali | Supercoppe | Supercoppe | Supercoppe | Totale | Totale |
| Stagione          | Club              | Comp              | Pres       | Reti       | Comp            | Pres            | Reti            | Comp               | Pres               | Reti               | Comp       | Pres       | Reti       | Pres   | Reti   |
| ----------------- | ----------------- | ----------------- | ---------- | ---------- | --------------- | --------------- | --------------- | ------------------ | ------------------ | ------------------ | ---------- | ---------- | ---------- | ------ | ------ |
| 2011-2012         | Silkeborg         | SL                | 26         | 1          | CD              | 1+              | 0+              | -                  | -                  | -                  | -          | -          | -          | 27+    | 1+     |
| 2012-2013         | Silkeborg         | SL                | 29         | 0          | CD              | 1+              | 0+              | -                  | -                  | -                  | -          | -          | -          | 30+    | 0+     |
| 2013-2014         | Silkeborg         | 1D                | 30         | 2          | CD              | 1               | 0               | -                  | -                  | -                  | -          | -          | -          | 31     | 2      |
| 2014-2015         | Silkeborg         | SL                | 27         | 1          | CD              | 2               | 0               | -                  | -                  | -                  | -          | -          | -          | 29     | 1      |
| Totale Silkeborg  | Totale Silkeborg  | Totale Silkeborg  | 112        | 4          |                 | 5+              | 0+              |                    | -                  | -                  |            | -          | -          | 117+   | 4+     |
| 2015-2016         | Aarhus            | SL                | 24         | 0          | CD              | 6               | 0               | -                  | -                  | -                  | -          | -          | -          | 30     | 0      |
| 2016-2017         | Aarhus            | SL                | 22         | 0          | CD              | 3               | 0               | -                  | -                  | -                  | -          | -          | -          | 25     | 0      |
| 2017-2018         | Aarhus            | SL                | 28         | 0          | CD              | 1               | 0               | -                  | -                  | -                  | -          | -          | -          | 29     | 0      |
| Totale Aarhus     | Totale Aarhus     | Totale Aarhus     | 74         | 0          |                 | 10              | 0               |                    | -                  | -                  |            | -          | -          | 84     | 0      |
| ago.-dic. 2018    | Lillestrøm        | ES                | 13         | 0          | CN              | 2               | 0               | UEL                | -                  | -                  | SN         | -          | -          | 15     | 0      |
| 2019              | Lillestrøm        | ES                | 24+1       | 2+0        | CN              | 2               | 1               | -                  | -                  | -                  | -          | -          | -          | 27     | 3      |
| Totale Lillestrøm | Totale Lillestrøm | Totale Lillestrøm | 37+1       | 2+0        |                 | 4               | 1               |                    | -                  | -                  |            | -          | -          | 42     | 3      |
| 2020              | Brann             | ES                | 19         | 2          | -               | -               | -               | -                  | -                  | -                  | -          | -          | -          | 19     | 2      |
| 2021              | Brann             | ES                | 14         | 1          | CN              | 3               | 3               | -                  | -                  | -                  | -          | -          | -          | 17     | 4      |
| Totale Brann      | Totale Brann      | Totale Brann      | 33         | 3          |                 | 3               | 3               |                    | -                  | -                  |            | -          | -          | 36     | 6      |
| 2022              | Orange County     | USLC              | 26         | 1          | USOC            | 2               | 1               | -                  | -                  | -                  | -          | -          | -          | 28     | 2      |
| Totale            | Totale            | Totale            | 282+1      | 10+0       |                 | 24+             | 5+              |                    | -                  | -                  |            | -          | -          | 307+   | 15+    |